# Tovarich
Tovarich è un film del 1937 diretto da Anatole Litvak. La commedia originale di Jacques Deval venne ripresa in un adattamento inglese, dallo stesso titolo dal commediografo Robert E. Sherwood. Da questo testo, Casey Robinson trasse la sceneggiatura per il film.
Nella prima edizione italiana del film uscita nel 1938, il film si intitolava Tovarich - La notte è nostra.

## Trama

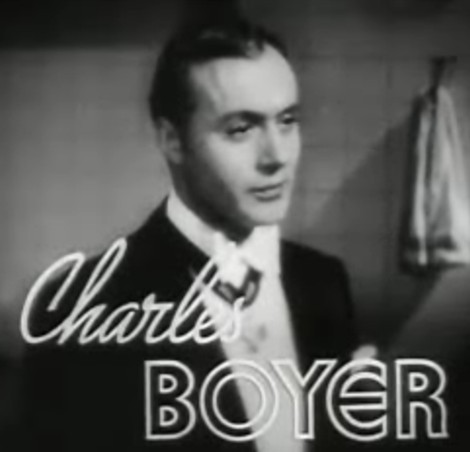
Principe Mikail Alexandrovitch Ouratieff

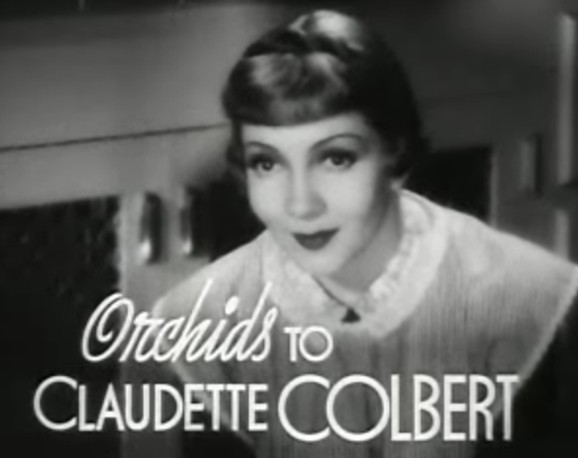
Granduchessa Tatiana Petrovna Romanov

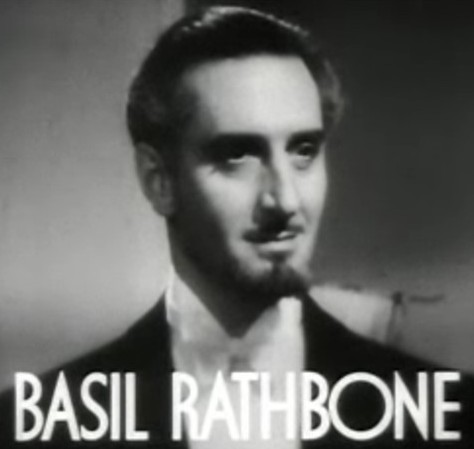
Commissario Dimitri Gorotchenko

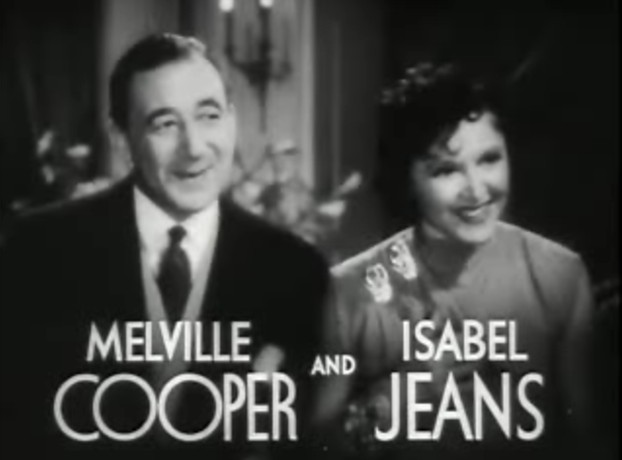
I coniugi Dupont

Due russi bianchi, la granduchessa Tatiana e suo marito, il principe Michele, fuggiti alla rivoluzione dopo la caduta dello zar e dell'impero russo, si rifugiano a Parigi, portando con loro una grossa somma di denaro che però appartiene allo zar. I due vivono alla giornata, in completa bolletta, perché non vogliono intaccare il denaro loro affidato. Per sbarcare il lunario, si vedono costretti a cercarsi un lavoro che trovano nella casa dei Dupont, una ricca famiglia parigina alla ricerca di cameriera e maggiordomo. I modi perfetti ed eleganti di Michele e la grazia di Tatiana impressionano Dupont, che assume immediatamente i due che, ovviamente, non hanno dichiarato la loro vera condizione. Felici di poter finalmente mangiare e di avere un tetto sopra la testa, i due aristocratici diventano immediatamente indispensabili ai loro datori di lavoro, Dupont padre e madre e i loro due figli, un maschio e una femmina. Perfetta coppia di domestici, ridiventano due nobili di altissimo lignaggio solo nei giorni di libertà, quando possono frequentare gli altri rifugiati russi.
Una sera, però, a una cena dei Dupont interviene anche Gorotchenko, un commissario politico sovietico che li riconosce e che chiede loro conto del denaro che hanno, secondo lui, sottratto al popolo russo.

## Produzione
Il film fu prodotto dalla Warner Bros. Pictures.

## Distribuzione
Distribuito dalla Warner Bros. Pictures, il film uscì nelle sale cinematografiche statunitensi il 25 dicembre 1937, in quelle italiane il 19 marzo 1938.

### Critica
«La nota e fortunatissima commedia di Jacques Deval ha dato vita a questo film agile ed elegante, divertente e scanzonato. [...] Ciò che nel film d'oggi dev'essere notato è una felice fusione tra le risorse della commedia in sé e le risorse, di ritmo e d'incastro, proprie della migliore commedia cinematografica americana. [...] Se una sola cosa può nuocere al film, è il fatto che la commedia è notissima, e ciò toglie ad alcune sequenze un po' di quell'imprevisto che, in uno spettacolo piacevole e nulla più, è sempre gradevole». (La Stampa del 20/03/1938)